# مطار أنغاور
مهبط أنغاور (FAA LID: ANG) هو مهبط صغير يقع على جزيرة أنغاور، في جزر بالاو. وكانت أيضا مهبط للطائرات خلال الحرب العالمية الثانية.

## تاريخ

### الحرب العالمية الثانية
في اليوم الذي أعلن تأمين الجزيرة في 20 سبتمبر 1944، بدأ بناء المطار على الطرف الشرقي من الجزيرة. وكان هناك كتيبتي هندسة تابعين للجيش الأمريكي لمسح الغابة ومستوى التضاريس لإنشاء مطار. وفي يوم 19 أكتوبر 1944 انتهى بناء مطار أنغاور مع طول 7،000 قدم (2،100 م) مع مدرج محاذي NE / SW مع ممرات ومواقف صعبة يتسع 120 طائرة كانت جاهزة للاستخدام.
وصلت مجموعة القاذفات 494 التي تعمل مع قاذفات ليبيريتور B-24J إلى أنغاور في 16 أكتوبر وبدأت العمليات في 3 نوفمبر تشرين الثاني. بقي الجناح في أنغاور حتى يونيو 1945 عندما انتقلت إلى مطار يونتان في أوكيناوا.
واستندت إلى مجموعة القاذفات 22D قصف مجموعة تعمل B-24S في أنغاور في نوفمبر 1944 حتى يناير 1945 عندما انتقل إلى مطار غويوان في الفلبين.

### بعد الحرب
في أبريل 2010 أقر مجلس الشيوخ في بالاو على قرار يطالب الرئيس لجعل أنغاور مهبط للطائرات لنقل مشاة البحرية إلى قاعدة فوتينما الجوية في أوكيناوا.

## الخدمات والطائرات
يقع المطار على ارتفاع يقدر ب 20 قدماً (6.1 متر) فوق مستوى سطح البحر. تتضمن واحدة المدرج المخصصة 23/05 ذات سطح مفروش بالحصى قياس 7،000 قدم (2،100 م) بنسبة 150 قدم (46 م). وفي الفترة الممتدة ل 12 شهراً المنتهية قبل 23 مايو 1987، وكان المطار قد استقبل 1.500 عملية تكسي جوي، أي بمعدل 125 شهرياً.

## الخطوط الجوية
- طيران بالاو: بيليليو، كورور.